# Knipowitschia montenegrina
Knipowitschia montenegrina е вид лъчеперка от семейство Попчеви (Gobiidae).

## Разпространение
Видът е разпространен в Черна гора.